# Hůrka (Horní Planá)
 Hůrka ( Stuben) je vesnice v okrese Český Krumlov, část města Horní Planá, od kterého leží asi 4 až 5 km východojihovýchodně.  

## Historie
První písemná zmínka o vesnici pochází z roku 1408. Od poloviny 19. století do roku 1960 byla Hůrka samostatná obec; součástí této obce byly ještě Karlovy Dvory (německy Karlshöfen) a osady Jenišov a Dolní Borková.
19. století a v 1. polovině 20. století se v okolí Hůrky těžila tuha (grafit) a v Hůrce byly tuhové závody a hlavní sklad. V druhé polovině 20. století, při budování nádrže Lipenské přehrady, byla významná část obce zatopena. Musela být i přeložena železniční trať původně vedoucí místy, která jsou dnes několik metrů pod hladinou přehrady. Jedním z mála dochovaných původních stavení obce Hůrka je více než 300 let starý statek, dnes Penzion U Lípy Hůrka (Horní Planá).

## Doprava
Hůrka leží na silnici I/39. V Hůrce je železniční stanice Černá v Pošumaví, která leží na železniční trati České Budějovice – Černý Kříž.

## Sport
Horka leží při levém břehu vodní nádrže Lipno, kde se v zimě udržují běžecké stopy a plocha pro bruslaře. V létě je tu rozšířen surfing a především plavání a plavba na katamaranech. 

## Osobnosti
- Johann Weiß (politik) (* 1864), místní rodák, rolník a politik, poslanec zemského sněmu[8][9]